# Roques de las Gabaseras
Los Roques de las Gabaseras son un conjunto de pequeños roques marítimos situados en la costa de San Borondón, en el municipio de Tazacorte, en la isla de La Palma. Los roques, de escasa entidad, se formaron por el retroceso del acantilado marino, resistiendo a la erosión los materiales que componen dichos roques. 
El topónimo (gabasera) proviene de bagazo, denominación que reciben los restos de la molienda de la caña de azúcar, probablemente evidencia de la presencia de un ingenio azucarero en el borde mismo del acantilado.